# Toshio Matsuura
Toshio Matsuura (Prefectura de Kanagawa, Japó, 20 de novembre de 1955) és un exfutbolista japonès.

## Selecció japonesa
Toshio Matsuura va disputar 22 partits amb la selecció japonesa.